# Movimento Sociale Democratico
Il Movimento Sociale Democratico (in greco: Δημοκρατικό Κοινωνικό Κίνημα - ΔΗΚΚΙ, Dimokratiko Koinoniko Kinima - DIKKI; IPA: [ðimokɾatiˈko cinoniˈko ˈcinima]; lett. Movimento Comunitario Democratico) è un partito politico attivo in Grecia dal 1995. Di matrice socialista democratica, fu fondato su iniziativa di Dimitris Tsovolas in seguito ad una scissione dal Movimento Socialista Panellenico, che aveva avuto allora un'evoluzione di tipo socialdemocratico.
Nelle elezioni politiche del 1996 il DIKKI raggiunse il 4,43% dei voti e 9 seggi al Parlamento. Nelle successive elezioni europee, il partito arrivò al 6,85% dei consensi e ottenne 2 seggi al Parlamento Europeo, dove divenne membro del gruppo GUE/NGL.
Dopo questi successi iniziali, il DIKKI non è riuscito più ad eleggere deputati al Parlamento greco (il sistema elettorale greco prevede un quorum di accesso del 3% dei voti). Alle elezioni del 2000, infatti, ottenne solo il 2,69% dei voti e alle successive del 2004 l'1,8%.
In seguito al risultato delle elezioni del 2004, il leader Tsovolas decise unilateralmente di sciogliere il DIKKI e di devolvere tutte le proprietà del partito allo stato greco. Tale decisione condusse ad un aspro conflitto tra il leader del partito e il Comitato Nazionale, che votò contro lo scioglimento; Tsovolas fu accusato di aver preso la decisione per favorire il proprio rientro nel PASOK. Il Comitato Nazionale si rivolse ai tribunale e la corte stabilì che l'amministratore legale del partito era il Comitato Nazionale; pertanto il partito non poteva cessare se non dopo una decisione del Congresso Nazionale o del Comitato Nazionale. Le proprietà del partito furono restituite e Tsovolas fu espulso.
Nelle elezioni amministrative del 2006, DIKKI appoggiò molte liste locali guidate dal KKE, e numerosi (in rapporto alle dimensioni del DIKKI) membri del partito furono eletti nelle amministrazioni locali. Contemporaneamente il DIKKI aderì al coordinamento sindacale Πανεργατικό Αγωνιστικό Μέτωπο, ΠΑΜΕ - PAME (Fronte Militante di tutti i Lavoratori), strettamente collegato al KKE.
Proprio quando sembrava che la cooperazione tra i due partiti stesse diventando permanente, nell'agosto del 2007 il DIKKI ha annunciato che sarebbe entrato nella Coalizione di Sinistra Radicale SYRIZA, che ha ottenuto il 5,05% dei voti alle elezioni politiche del 2007 e il 4,70% alle elezioni Europee del 2009.